# Wilhelm Pelargus

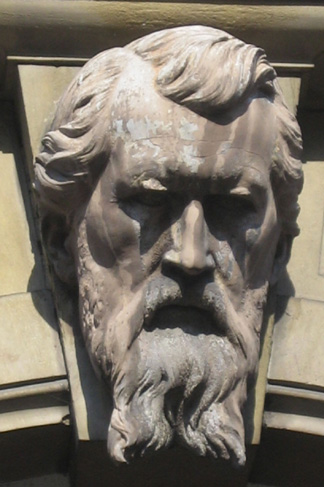
Schlussstein mit Porträt von Wilhelm Pelargus am Eingangstor seines ehemaligen Hauses Olgastraße 100–102

Wilhelm Pelargus (* 23. September 1820 in Stuttgart; † 12. Oktober 1901 in Stuttgart) war Inhaber einer Kunsterzgießerei in Stuttgart.

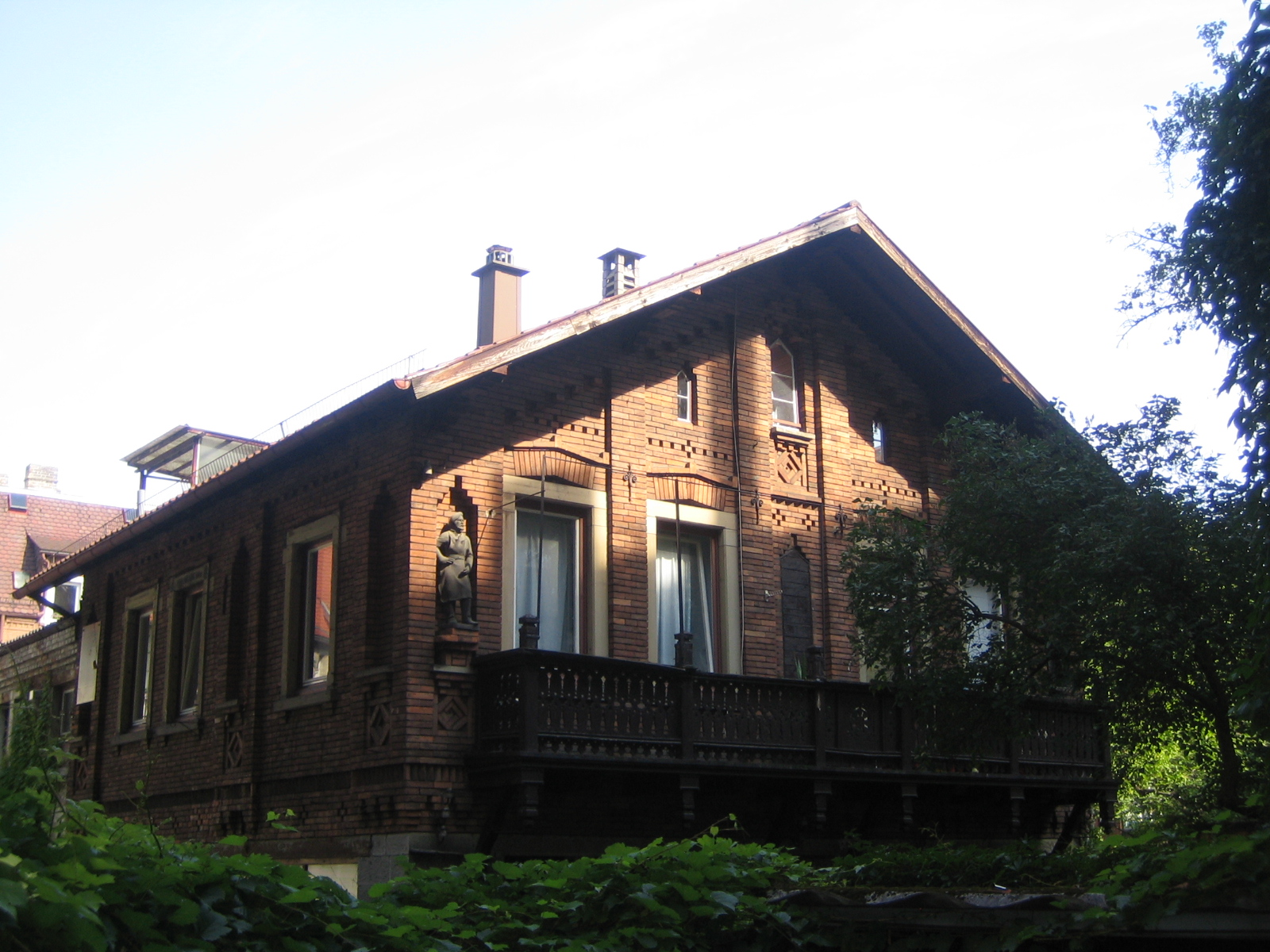
Ehemalige Erzgießerei Pelargus in der Weißenburgstraße 35 in Stuttgart, hinter dem Haus Olgastraße 100–102.

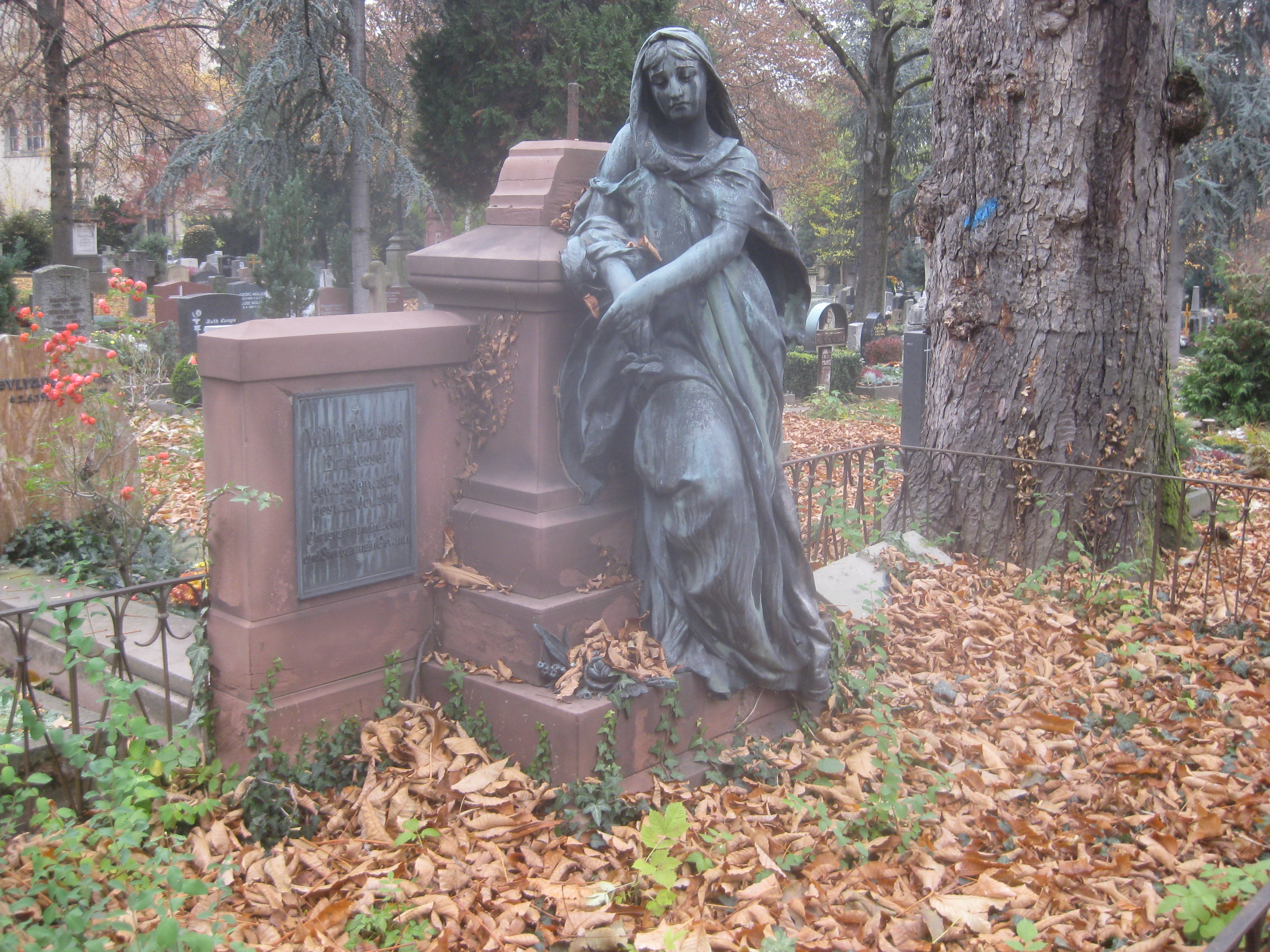
Grab auf dem Fangelsbachfriedhof in Stuttgart

## Leben
Seine Lehre zum Zinngießergesellen machte Pelargus in der väterlichen Werkstatt von Wilhelm Ludwig Pelargus, der noch eine Zinngießerei in der Tradition der Kunstgießerfamilie Pelargus betrieben hatte. Anschließend absolvierte er seine Wanderjahre bei Zinngießereien in Frankfurt und München und bei Jacob Daniel Burgschmiet in Nürnberg, wo er die Technik des Erzgießens lernte. 1845 begann er seine eigene Arbeit in der von seinem Vater errichteten Gießerei in der Weißenburgstraße in Stuttgart.
Anfangs mangelte es an Arbeit für die Werkstatt. Ein Auftrag im Jahr 1850 für vier Musen für das Hoftheater Stuttgart bedeutete den Durchbruch. König Wilhelm I. (Württemberg) war mit dem Werk von Pelargus sehr zufrieden und bis zu dessen Tod im Jahre 1864 folgten zahlreiche weitere Auftragsarbeiten. Wilhelm Pelargus hatte sich inzwischen einen sehr guten Ruf erarbeitet und erhielt – nach dem Tod seines Förderers – viele öffentliche Aufträge für Denkmäler und Figuren, darunter eine Figurengruppe für das Portal des Zürcher Hauptbahnhofs (Bildhauer: Ernst Rau).
Wilhelm Pelargus versuchte das Arbeitsfeld seiner Gießerei zu erweitern, indem er mit Adolf Gross, einem ehemaligen Lehrling, im Jahr 1877 die „Stuttgarter Weichgussfabrik von Gross und Pelargus“ zur Herstellung von technischen Gussstücken gründete. Schon 1878 jedoch zog er sich als Partner aus der Firma zurück, die unter dem Namen „Gross + Froelich“ bis heute besteht. 1885 übernahm sein Sohn Hugo Pelargus die Werkstatt.

## Werke (Auswahl)
- Bronzerelief für die Jubiläumssäule auf dem Schloßplatz in Stuttgart, 1846 (Theodor Wagner)
- Musen für das alte Hoftheatergebäude in Stuttgart, 1850–1851 (Johann Wilhelm Braun)
- Tierskulpturen für die Wilhelma in Cannstatt, 1852–1853 (Albert Güldenstein)
- Bronzelöwen und Kandelaber für Schloss Rosenstein in Cannstatt, 1853 (Albert Güldenstein)
- Löwe aus Zink auf dem Löwentor, 1858 (Albert Güldenstein) (1992 durch eine Bronzekopie von der Gießerei Strassacker ersetzt)
- Figur des Merkur an der Alten Kanzlei in Stuttgart, 1862 (Ludwig von Hofer)
- Stuttgardia-Brunnen in Stuttgart, 1863 (Ernst Rau) (Werk kriegszerstört)
- Brunnenfiguren für die Schloßplatzbrunnen in Stuttgart 1863 (Karl Kopp)
- Büste von Ludwig Uhland in Stuttgart, 1865 (Ernst Rau)
- Büste von Karl Pfaff in Esslingen, 1868 (Ernst Rau)
- Figurengruppe auf dem Hauptbahnhof in Zürich (Ernst Rau)
- Schiller-Denkmal in Marbach, 1876 (Ernst Rau) (1898 Kopie für St. Louis durch Hugo Pelargus)
- Uhland-Denkmal in Tübingen, 1873 (Gustav Adolph Kietz)
- Gedenktafel mit Hölderlin-Büste als Relief (Ernst Rau), 1873, ursprünglich über dem Eingang des Amtshauses des Klosterhofmeisters in Lauffen am Neckar, heute Teil des Hölderlin-Denkmals auf dem Gelände des ehemaligen Klosters Lauffen (Hölderlin-Gedenkstätte)[2]
- Germania auf dem Kriegerdenkmal für den Fangelsbachfriedhof in Stuttgart, 1874 (Adolf Gnauth) (Werk verschollen)
- Drei kriegszerstörte bzw. verschollene Werke von Albert Güldenstein: Widderschale, Zwei sitzende Hunde und Gabenspenderin
- Büsten von Herzog Wilhelm Eugen (Württemberg) für Stuttgart und Carlsruhe (heute: Pokój), 1878 (Adolf Fremd) (Werk verschollen)
- Büste von Wilhelm Hauff für das Hauff-Denkmal in Stuttgart, 1882 (Wilhelm Rösch)

## Rekonstruktionen
- Die zwei Brunnen auf dem Schloßplatz in Stuttgart wurden 1863 zum Geburtstag von König Wilhelm I. eingeweiht. Unter den Brunnenschalen versinnbildlichen acht kleine Flussgenien württembergische Flüsse: Donau, Nagold, Tauber, Jagst, Neckar, Kocher, Fils und Enz. In den Nachkriegswirren verschwanden alle Figuren eines Brunnens (Donau, Nagold, Tauber und Jagst). 1986–1989 wurden die vier Putten nach alten Fotos von der Stuttgarter Bildhauerin Doris Schmauder rekonstruiert. Der Aluminiumguss wurde von der Kunstgießerei Strassacker in Süßen ausgeführt.
- Die Bronzelöwen für Schloss Rosenstein in Cannstatt gelten seit 1944 als verschollen. 1960 wurden zwei Kopien in Sandstein von Hermann Brellochs angefertigt.

## Galerie

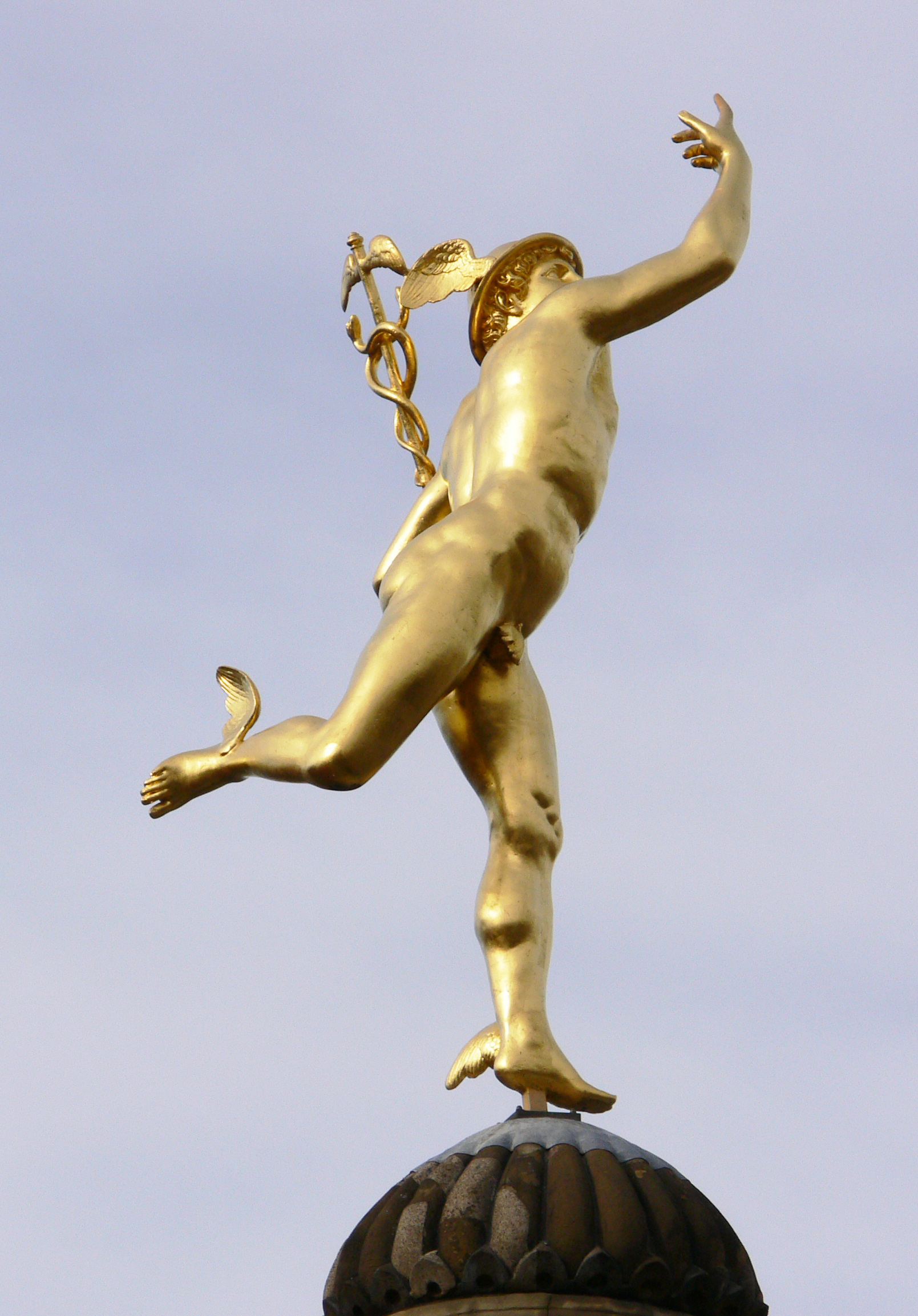
Merkur (1862) von Ludwig Hofer
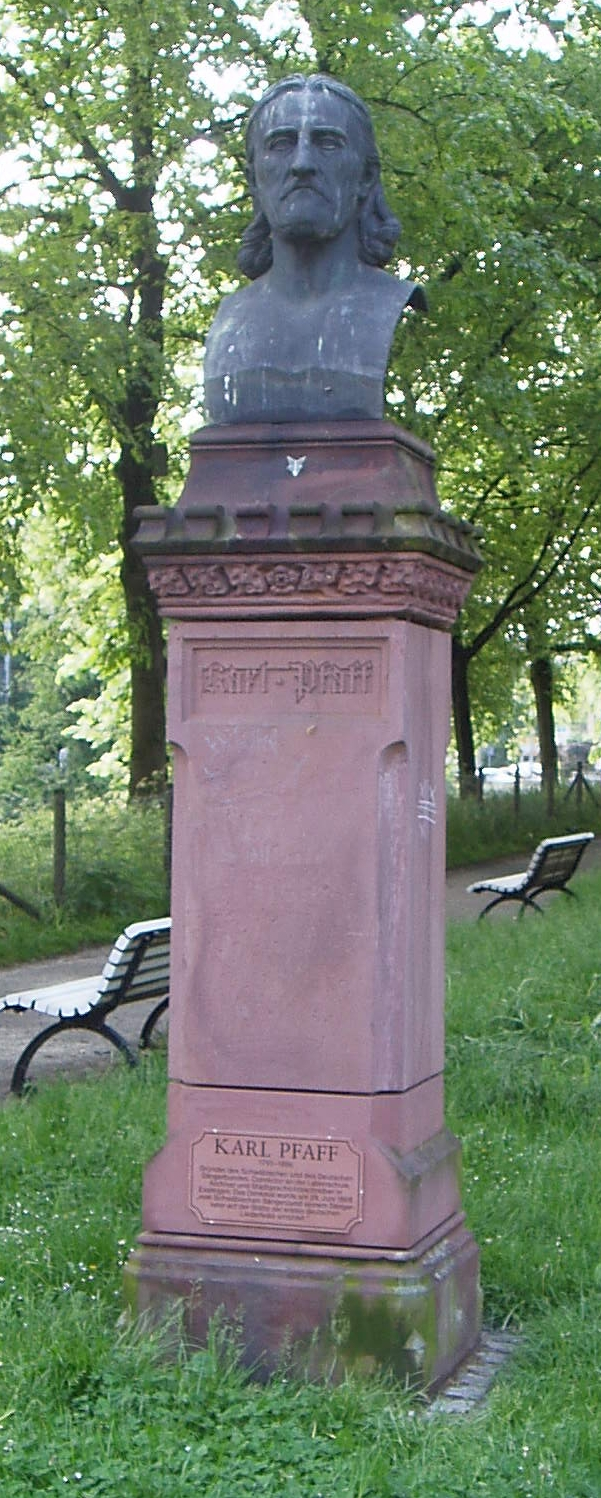
Karl Pfaff (1868) von Ernst Rau
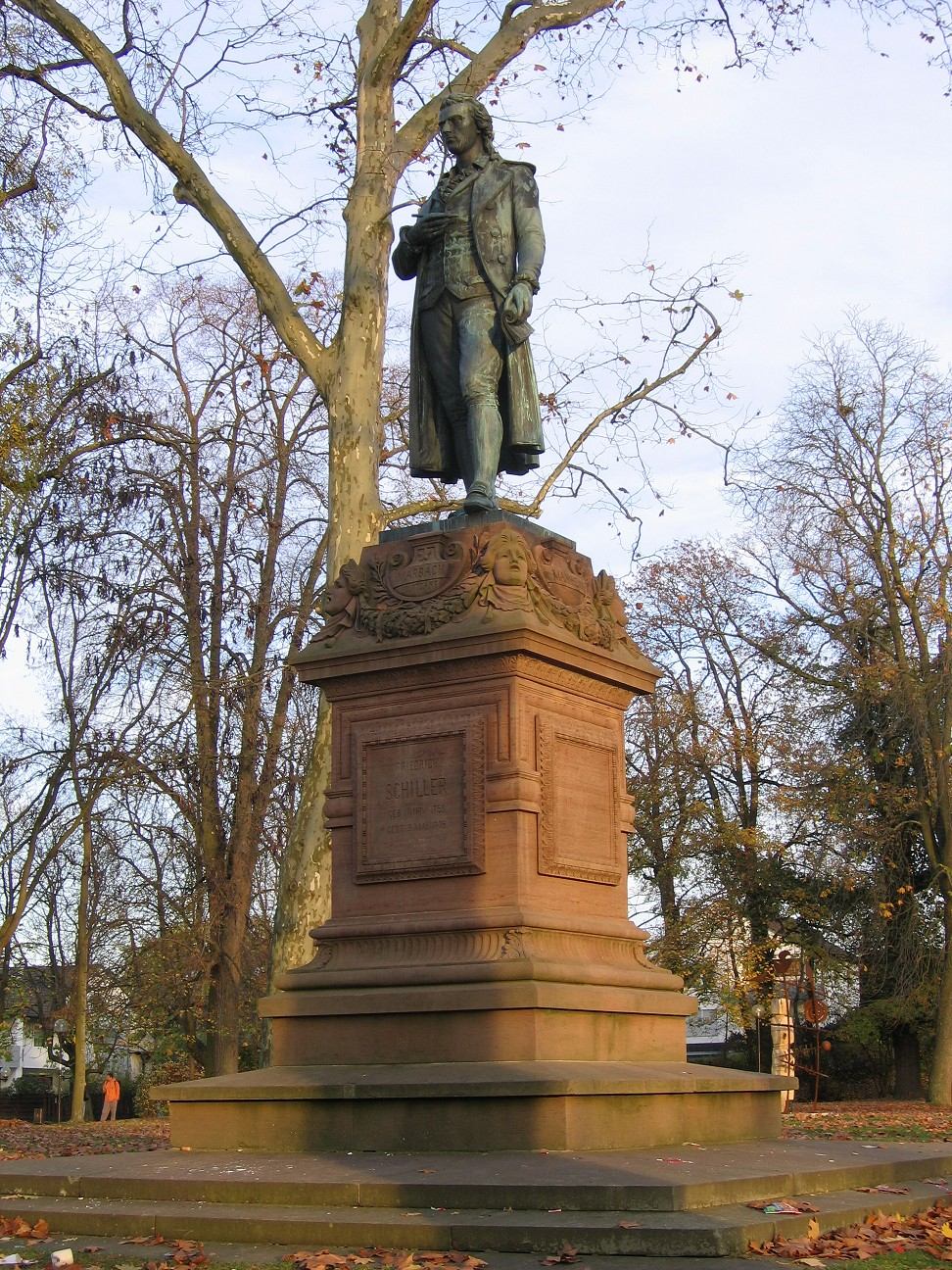
Friedrich Schiller (1876) von Ernst Rau
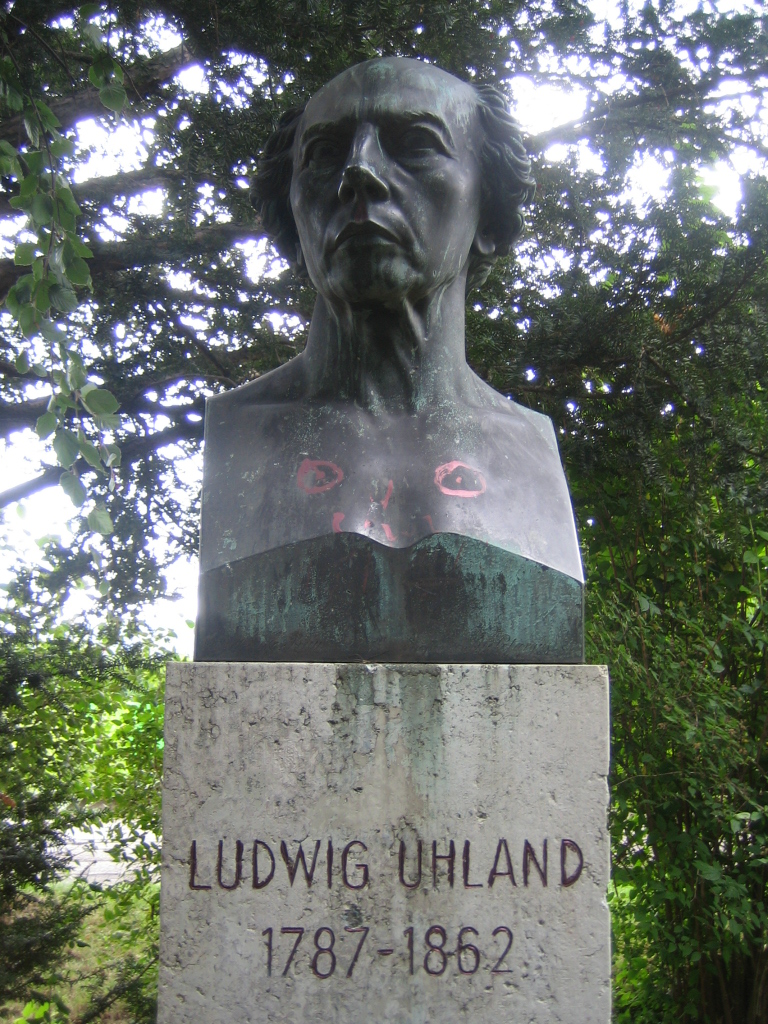
Ludwig Uhland-Denkmal – Uhlandshöhe Stuttgart
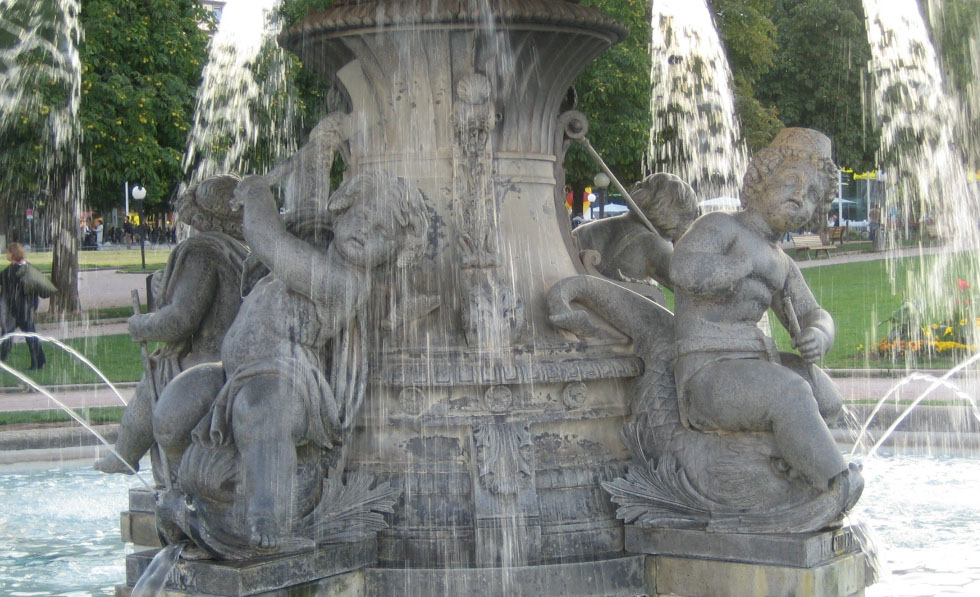
Brunnenfiguren (1863) von Karl Kopp
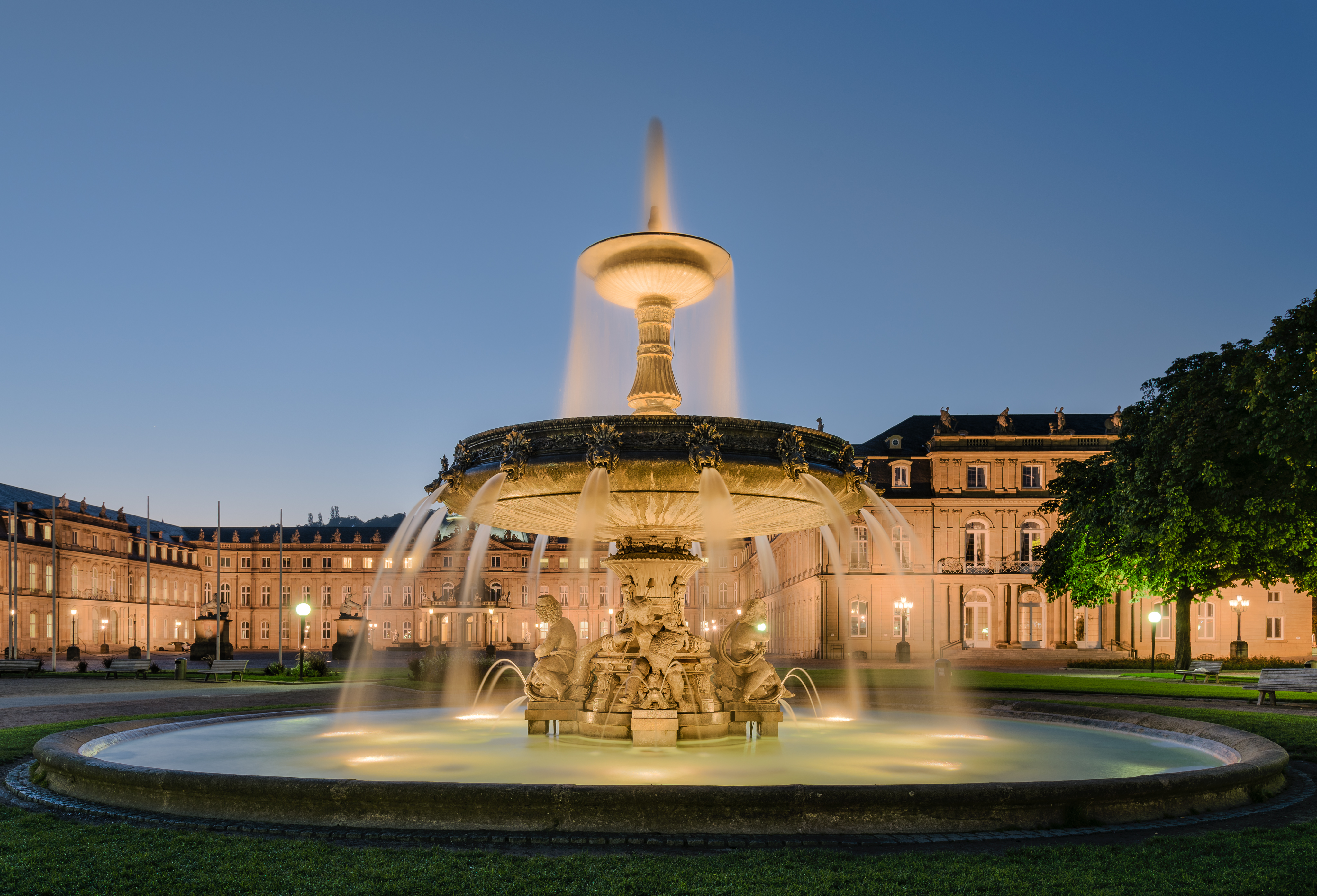
Brunnen auf dem Schloßplatz in Stuttgart
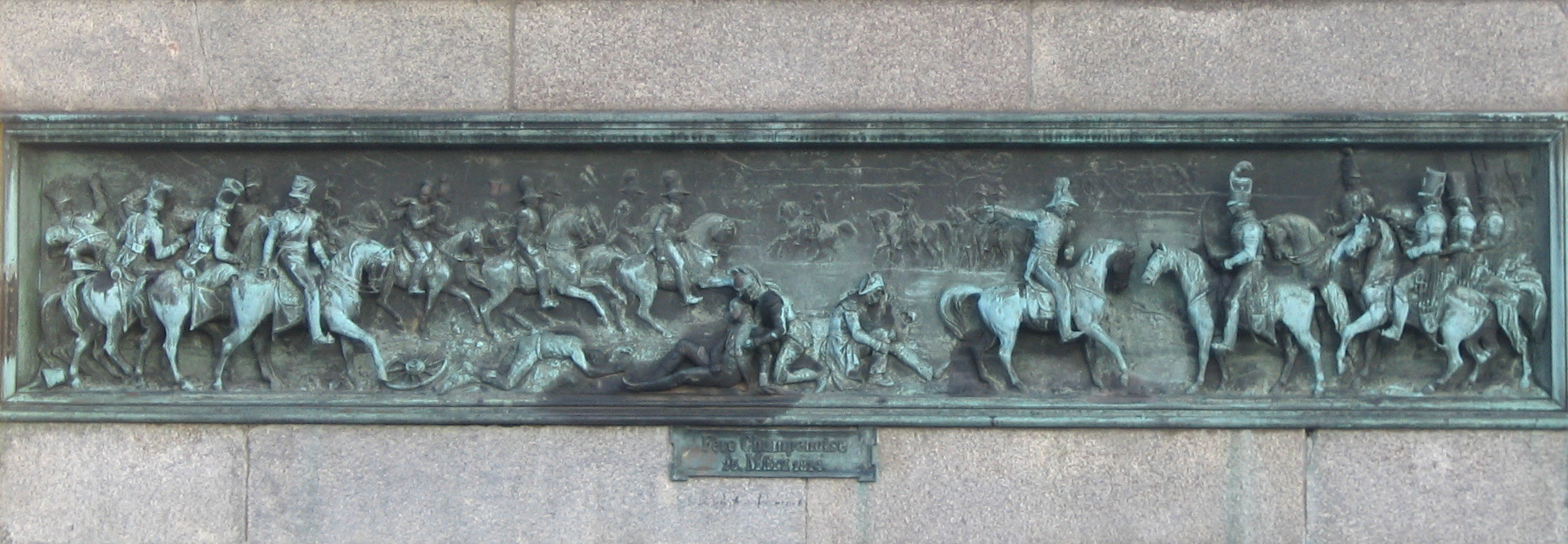
„Fère Champenois“ (1846) von Theodor Wagner
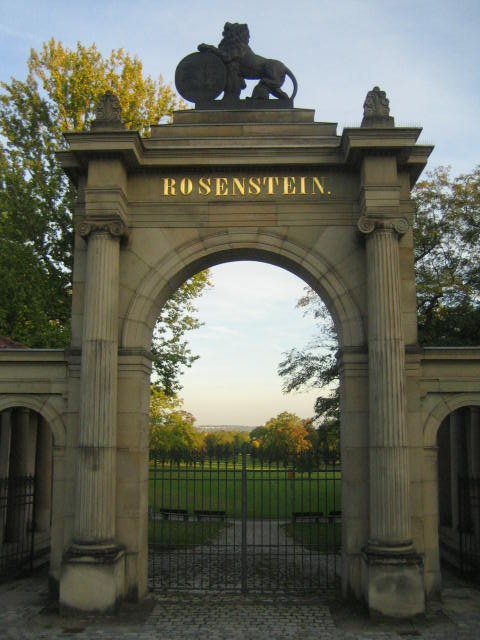
Löwentor am Rosensteinpark
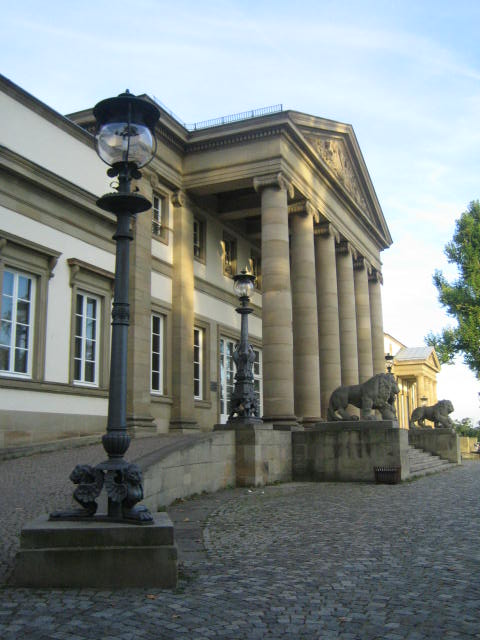
Schloss Rosenstein mit Kandelabern (1853) von Albert Güldenstein
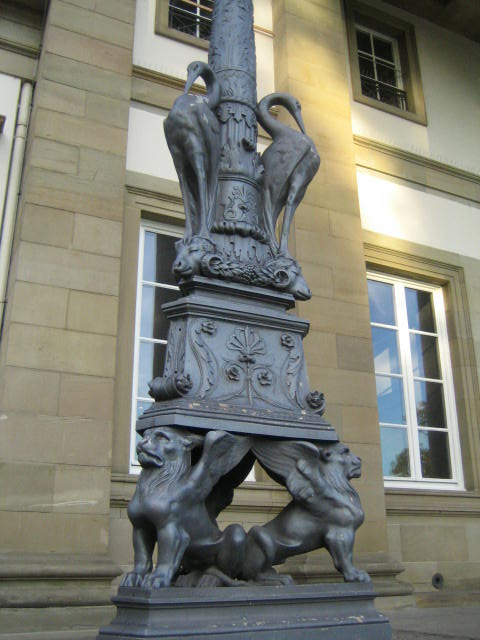
Detail eines Kandelabers
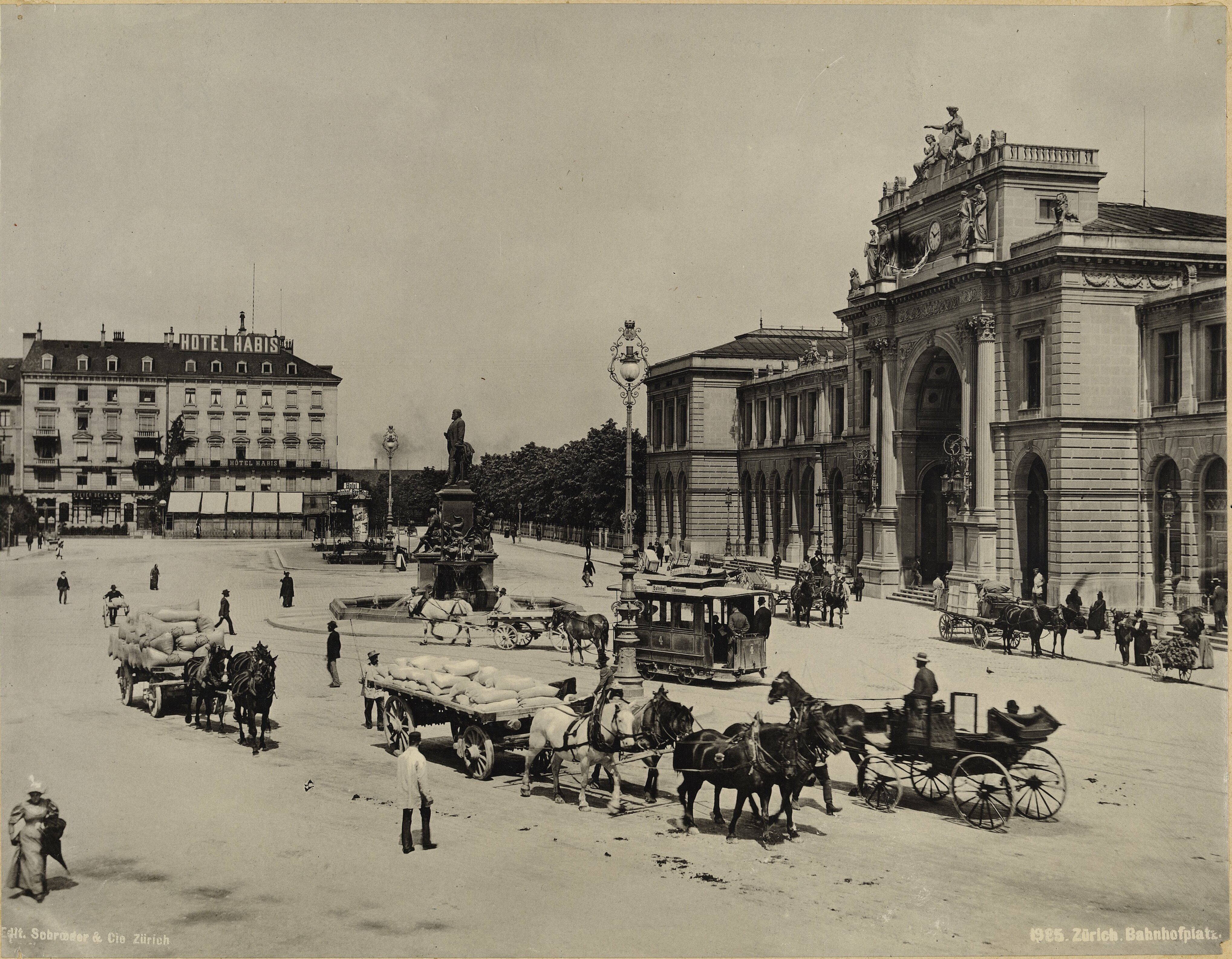
Figurengruppe auf dem Portal des Zürcher Hauptbahnhofs
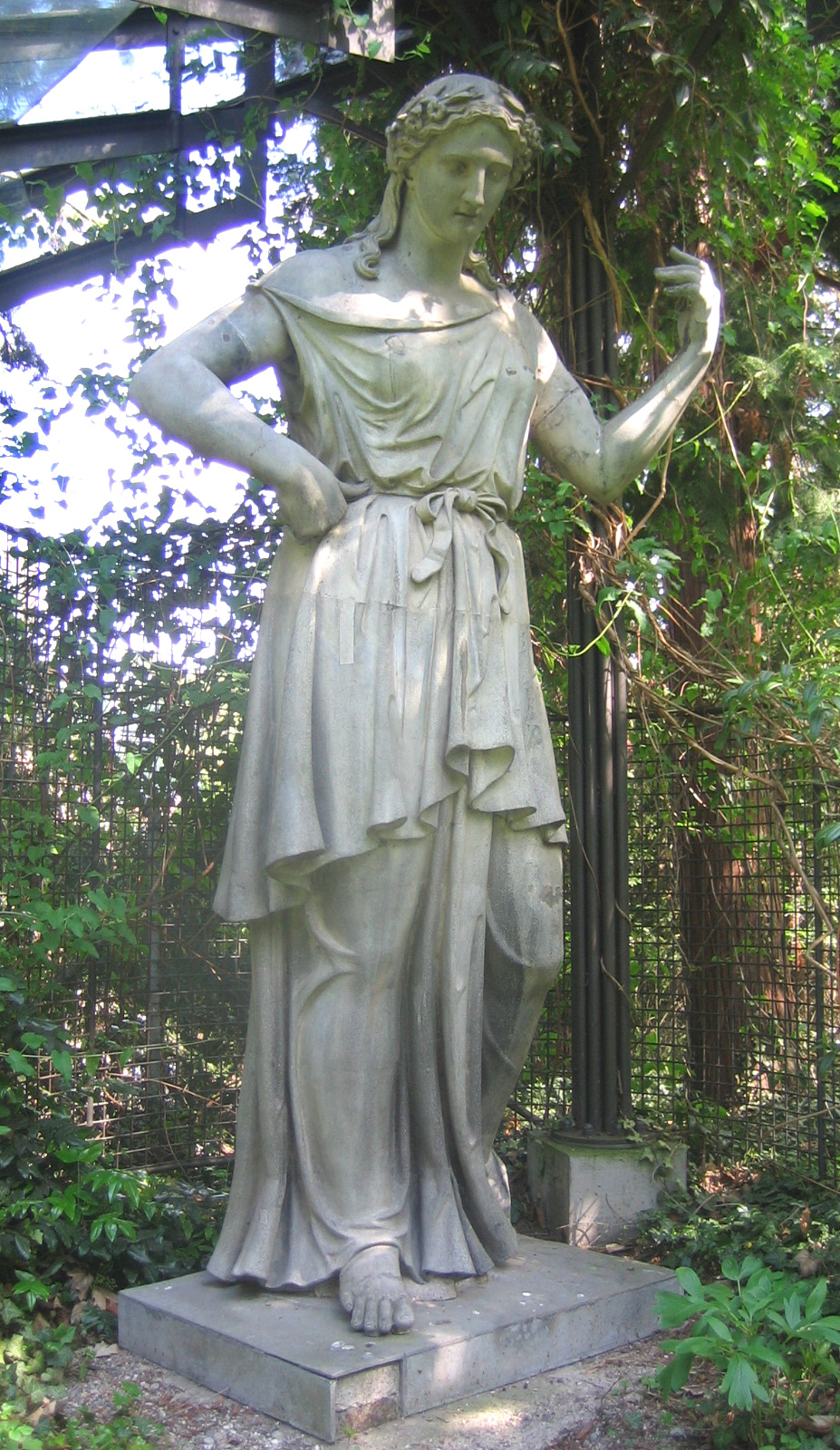
Polyhymnia im Lapidarium Stuttgart
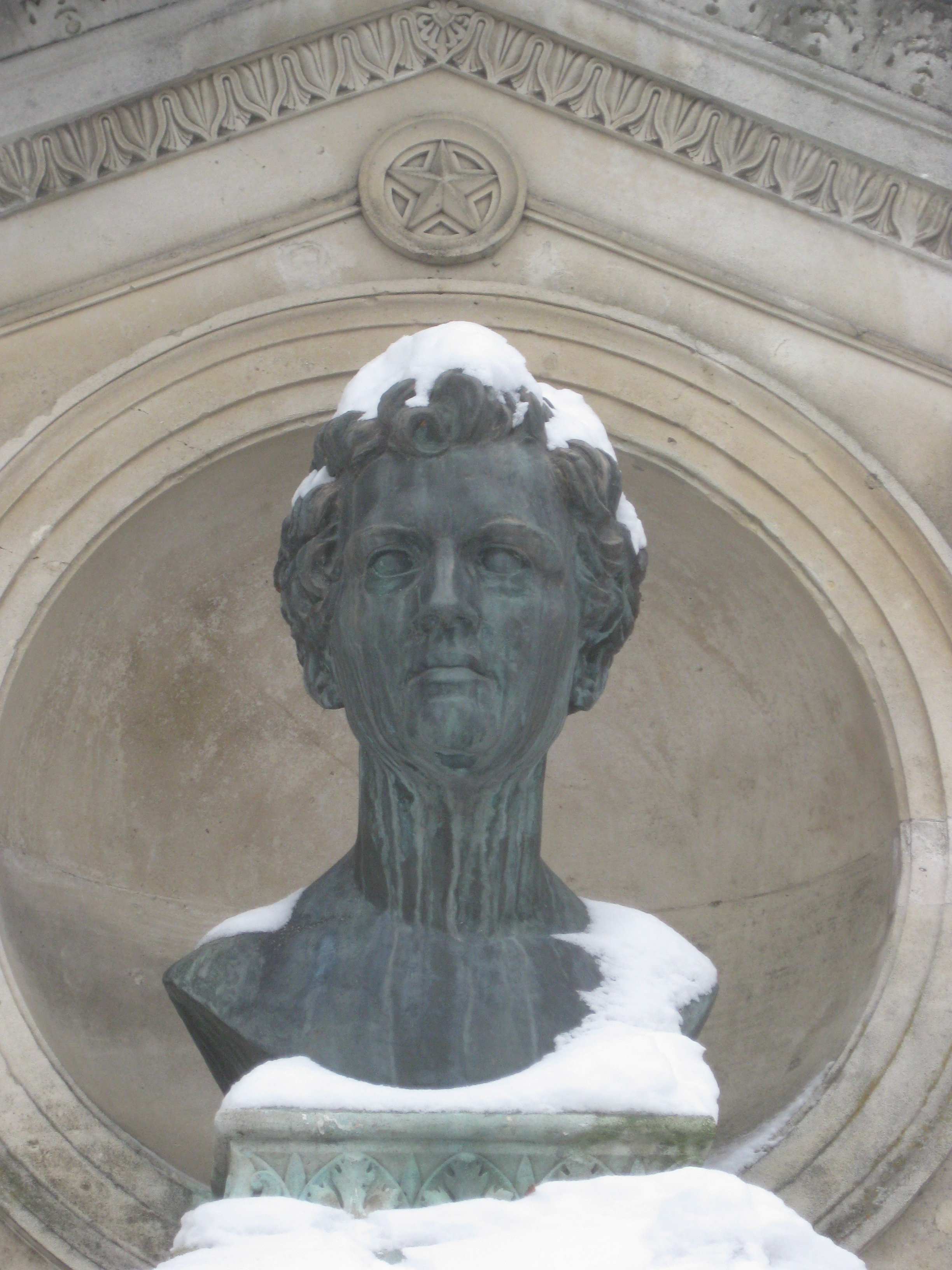
Wilhelm Hauff (1882) von Wilhelm Rösch